# Anopheles mengalangensis
Anopheles mengalangensis este o specie de țânțari din genul Anopheles, descrisă de Ma în anul 1981. Conform Catalogue of Life specia Anopheles mengalangensis nu are subspecii cunoscute.